# Драке, Генрих
Генрих Драке (нем. Heinrich Drake; 15 февраля 1903, Ратзик — 26 июля 1994, Берлин) — немецкий скульптор.

## Биография
Первоначально Генрих Драке учился на столяра, затем на сапожника (в 1918—1921 годах). До 1923 года работал профессиональным сапожником. В 1924—1927 годах изучал мастерство резьбы по дереву в Детмольде, затем учился в Академии прикладного искусства в Дрездене (в 1927—1929 годах). До 1940 года Генрих Драке — свободный художник и параллельно занимался в мастерской Георга Кольбе. Получив «Римскую стипендию» Прусской академии искусств, совершил учебную поездку во Флоренцию. В 1942 году скульптор был призван в немецкую армию, службу проходил до самого конца войны в Берлине.
После окончания войны Генрих Драке работал учителем рисования. Был одним из основателей Высшей школы художеств в Берлине-Вайсензе, профессор этой школы и руководитель отделения пластики вплоть до своего эмеритирования в 1969 году. С 1955 года — член Академии искусств в Берлине. С 1958 по 1961 он — секретарь секции изобразительного искусства Немецкой академии художеств. С 1975 года Генрих Драке — член исполнительного комитета отделения пластики Союза художников ГДР.
В 1950-е — 1960-е годы Г.Драке предпринял поездки в Китай, Вьетнам и Грузинскую ССР.
Ранние работы скульптора представляют собой преимущественно портреты современников; с 1934 года он создаёт скульптуры ню и изображения животных. После 1945 года работает над крупноформатной пластикой (например, бюст Карла Маркса).

## Награды
- Национальная премия ГДР III-й степени (1954)
- Премия Гёте города Берлина (1984)

## Избранные скульптуры
- Зебра, серебро, 1929/30
- Бюст Фрица Кремера, бронза, 1930
- Женский портрет, бронза, 1931
- Юноша, бронза, 1936
- Пантера, бронза, 1936
- Пони, бронза, 1938
- Бюст Карла Маркса, гранит, 1954
- Пантера, гранит, 1953
- Ягуар, бронза, 1960
- Памятник Генриху Цилле, 1964—1965
- Осмысление, бронза, 1976—1977
- Бюст Альберта Эйнштейна, бронза, 1981
- Жеребята, бронза, 1987

## Галерея
- Осмысление
- Пони
- Бык
- Шагающая
- На могиле скульптора